# Xylographus javanus
Xylographus javanus là một loài bọ cánh cứng trong họ Ciidae. Loài này được Pic miêu tả khoa học năm 1937.